# سائونو اینسی
سائونو اینسی (انگلیسی: Saono Enesi؛ زادهٔ ۱۶ ژوئن ۱۹۹۹) بازیکن فوتبال اهل ساموآی آمریکا است.
وی همچنین در تیم ملی فوتبال American Samoa بازی کرده‌است.